# Distretto di Moesa
Il distretto di Moesa è stato un distretto del Canton Grigioni, in Svizzera, fino alla sua soppressione avvenuta il 31 dicembre 2015. Dal 1º gennaio 2016 nel cantone le funzioni dei distretti e quelle dei circoli, entrambi soppressi, sono stati assunti dalle nuove regioni; il territorio dell'ex distretto di Moesa coincide con quello della nuova regione Moesa.
Il distretto confinava con il distretto di Hinterrhein a nord, con l'Italia (Lombardia): Provincia di Sondrio a est e Provincia di Como a sud-est e con il Canton Ticino (distretti di Bellinzona a sud-ovest, di Riviera e di Blenio a ovest). Il capoluogo era Roveredo. Il distretto di Moesa era il settimo per superficie e il nono per popolazione del Canton Grigioni.

## Geografia antropica

### Suddivisioni amministrative
Il distretto di Moesa era diviso in 3 circoli elettorali per l'elezione del Gran Consiglio del Canton Grigioni. I comuni che compongono tale distretto erano invece 12, suddivisi nei circoli presentati poco sotto:

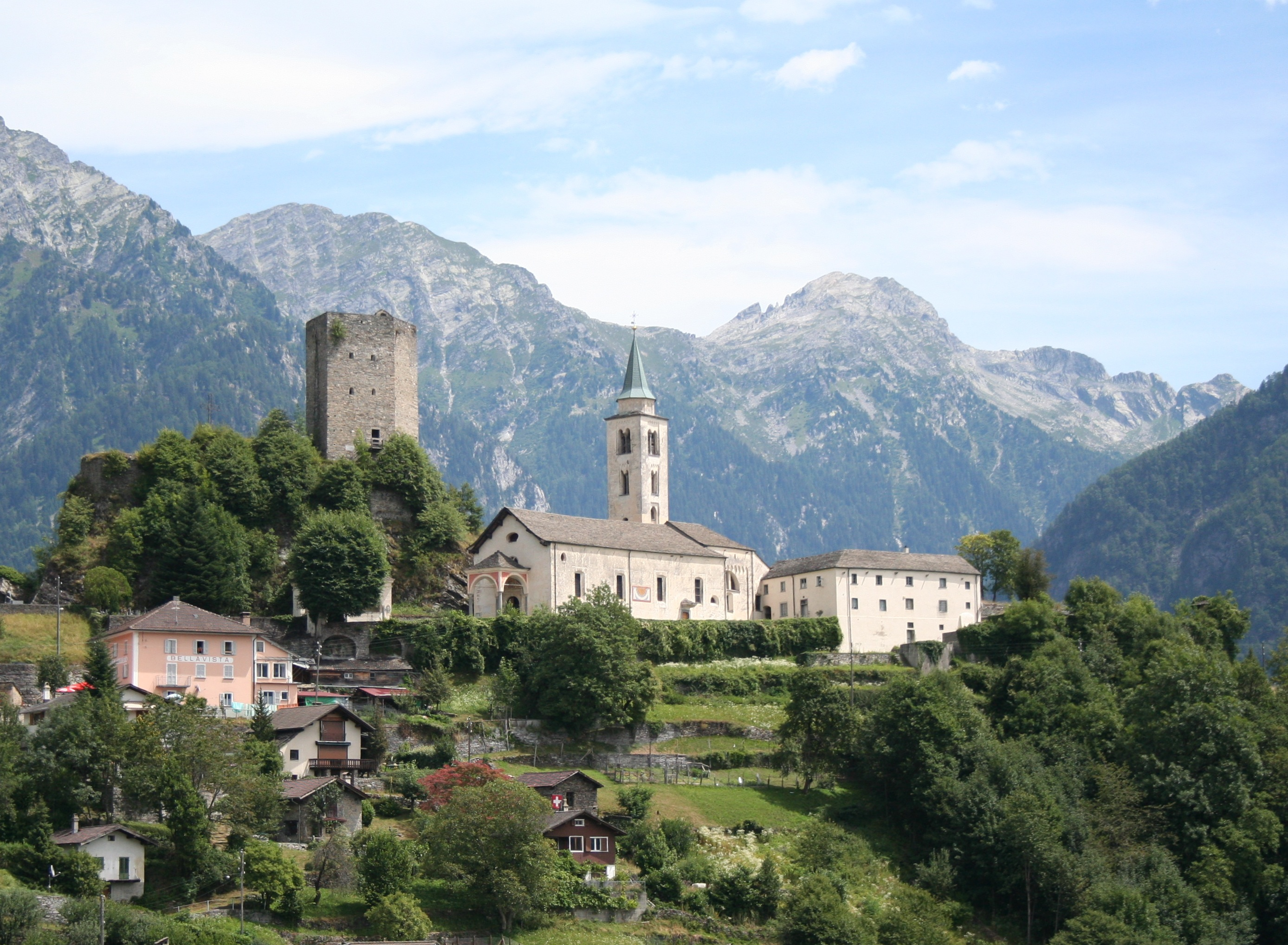
Santa Maria in Calanca

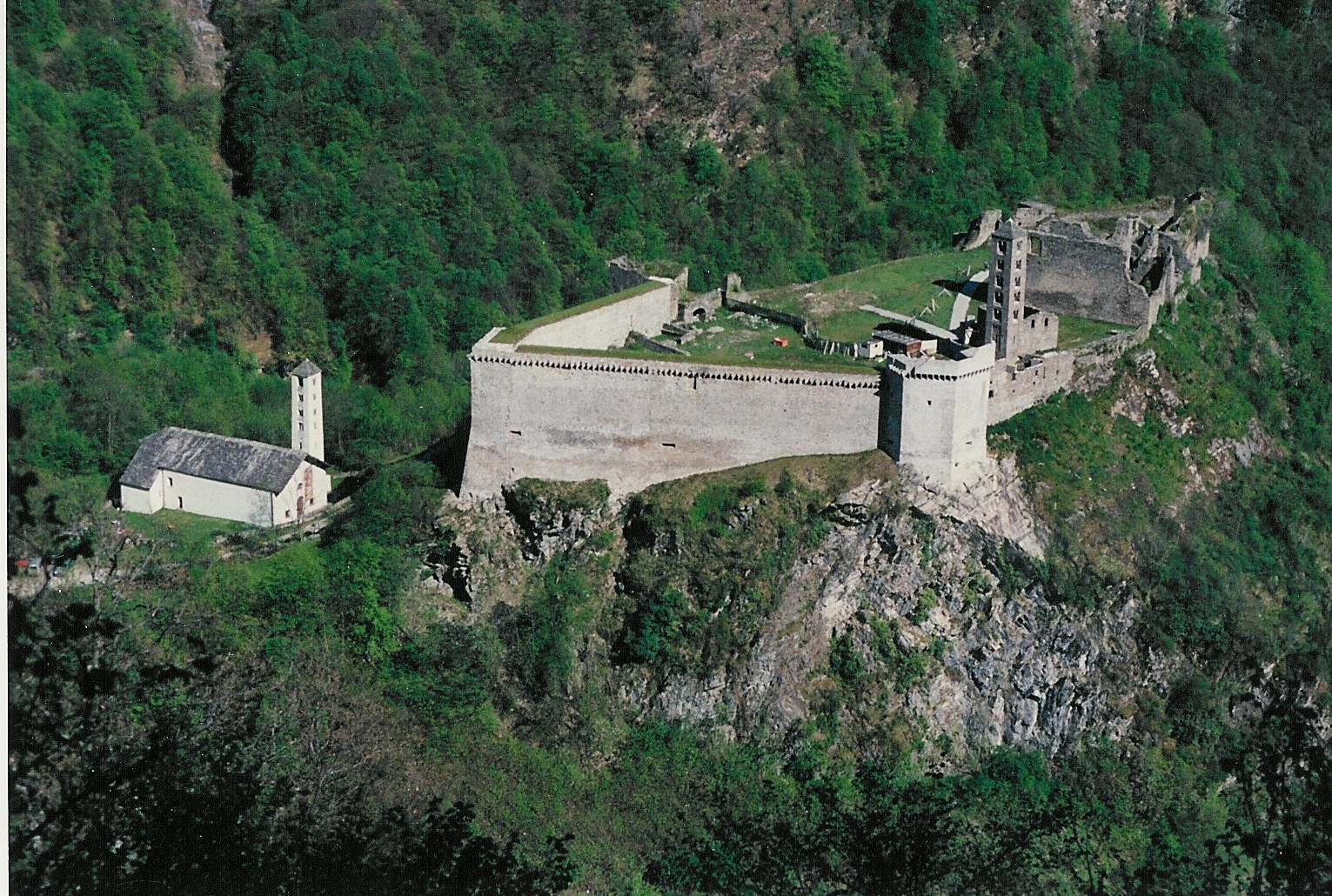
Castello di Mesocco

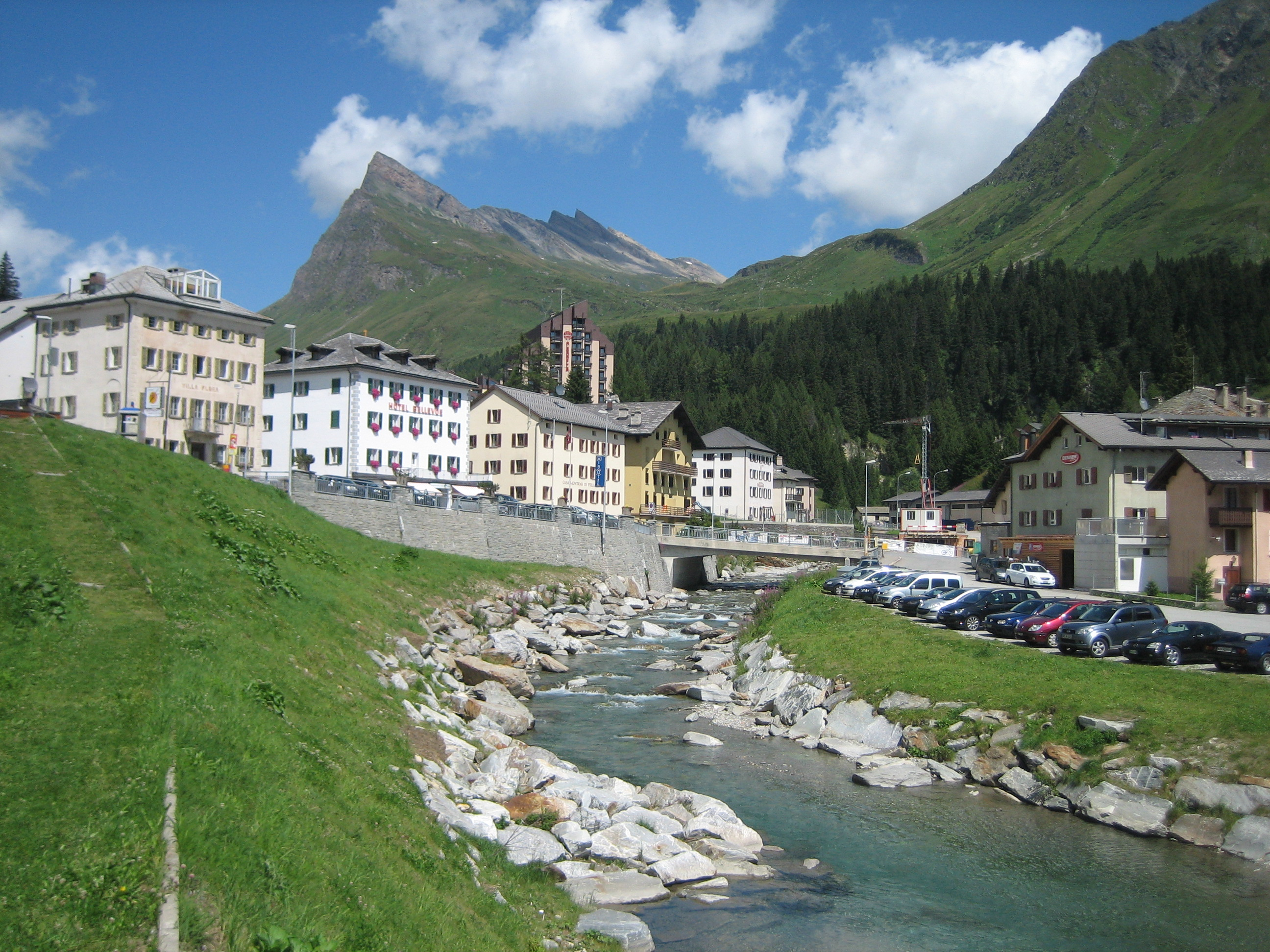
Villaggio di San Bernardino, Mesocco

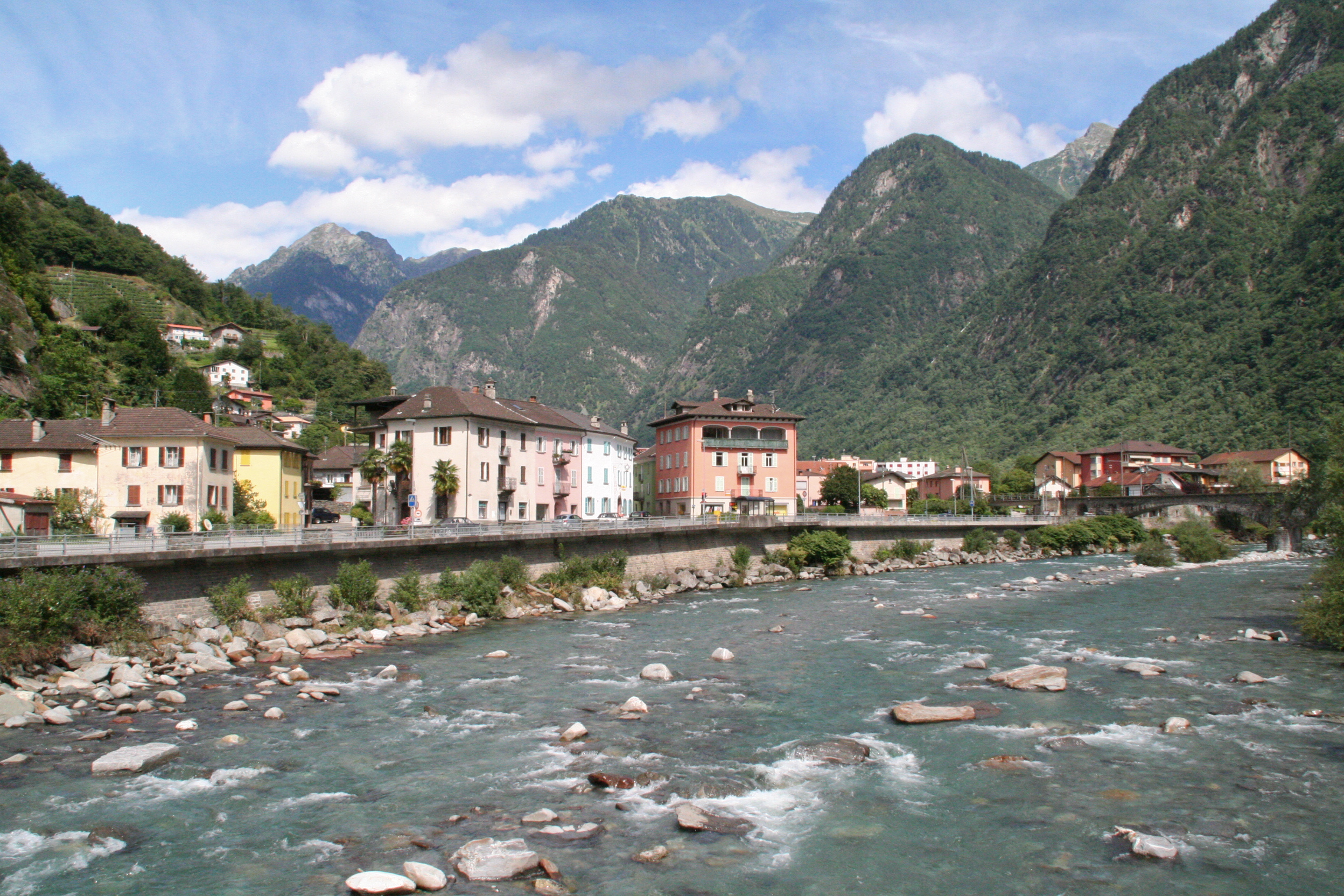
Roveredo

| Circolo di Calanca     | Circolo di Calanca     | Circolo di Calanca  | Circolo di Calanca |
| Stemma                 | Nome del comune        | Abitanti 31-12-2016 | Superficie in km²  |
| ---------------------- | ---------------------- | ------------------- | ------------------ |
| Buseno                 | Buseno                 | 92                  | 11.15              |
| Calanca                | Calanca                | 206                 | 37.72              |
| Castaneda              | Castaneda              | 273                 | 3.96               |
| Rossa                  | Rossa                  | 148                 | 58.88              |
| Santa Maria in Calanca | Santa Maria in Calanca | 110                 | 9.31               |

| Circolo di Mesocco | Circolo di Mesocco | Circolo di Mesocco  | Circolo di Mesocco |
| Stemma             | Nome del comune    | Abitanti 31-12-2016 | Superficie in km²  |
| ------------------ | ------------------ | ------------------- | ------------------ |
| Lostallo           | Lostallo           | 785                 | 50.86              |
| Mesocco            | Mesocco            | 1354                | 164.76             |
| Soazza             | Soazza             | 353                 | 46.42              |

| Circolo di Roveredo | Circolo di Roveredo | Circolo di Roveredo | Circolo di Roveredo |
| Stemma              | Nome del comune     | Abitanti 31-12-2016 | Superficie in km²   |
| ------------------- | ------------------- | ------------------- | ------------------- |
| Cama                | Cama                | 572                 | 15.00               |
| Grono               | Grono               | 1289                | 36.41               |
| Roveredo            | Roveredo            | 2484                | 38.79               |
| San Vittore         | San Vittore         | 788                 | 22.06               |

## Variazioni amministrative

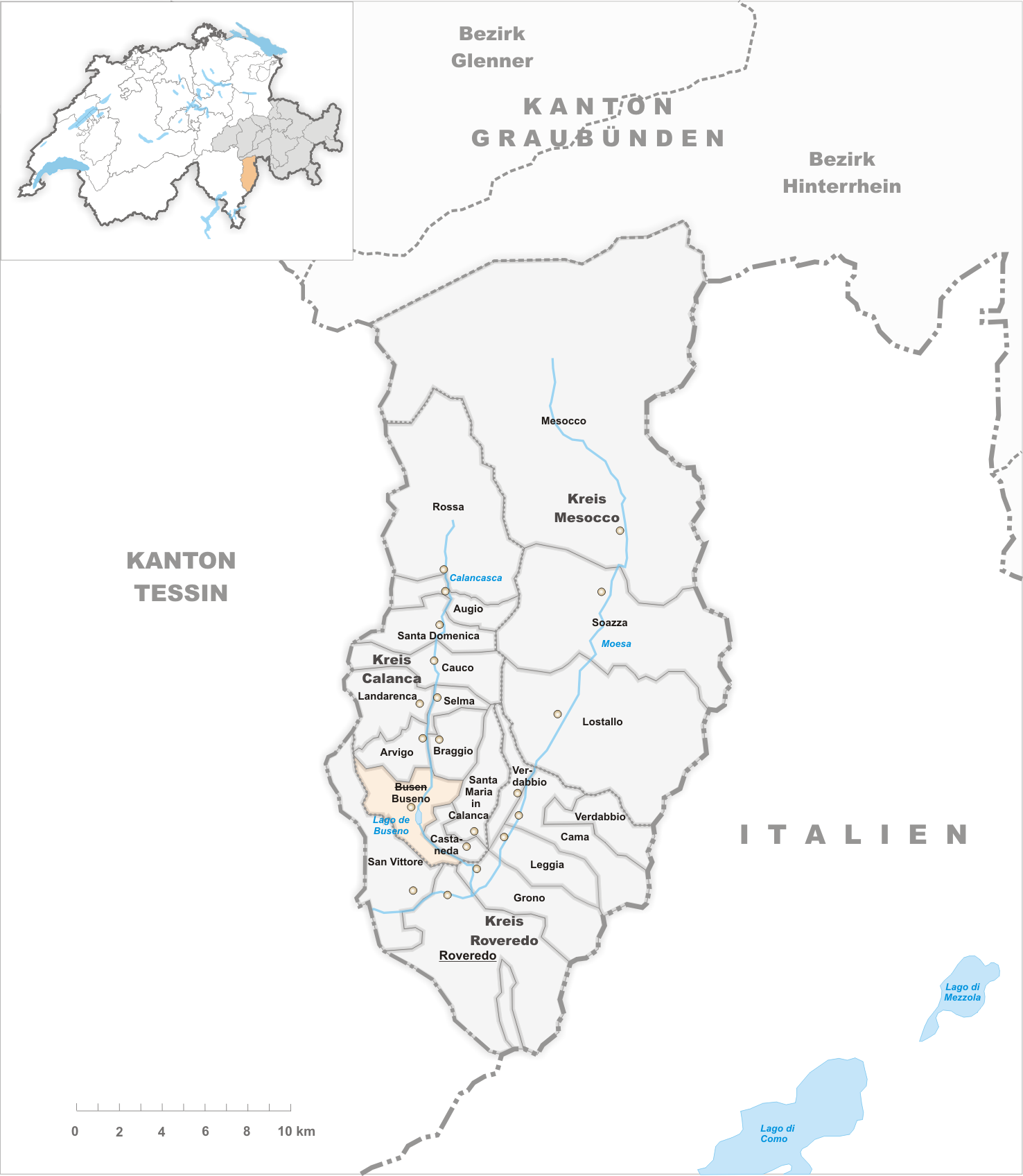
I comuni fino al 1942
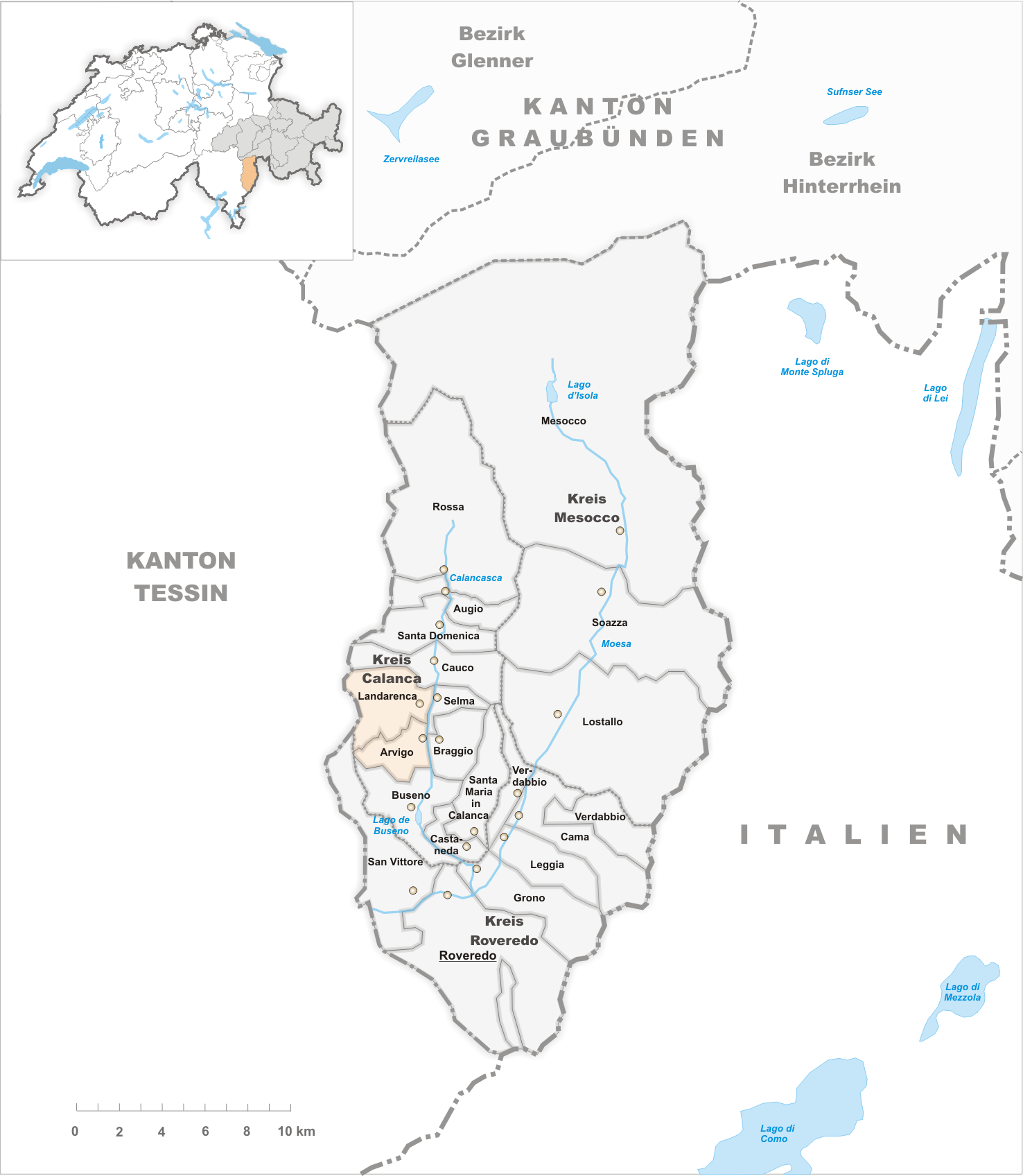
I comuni fino al 1979
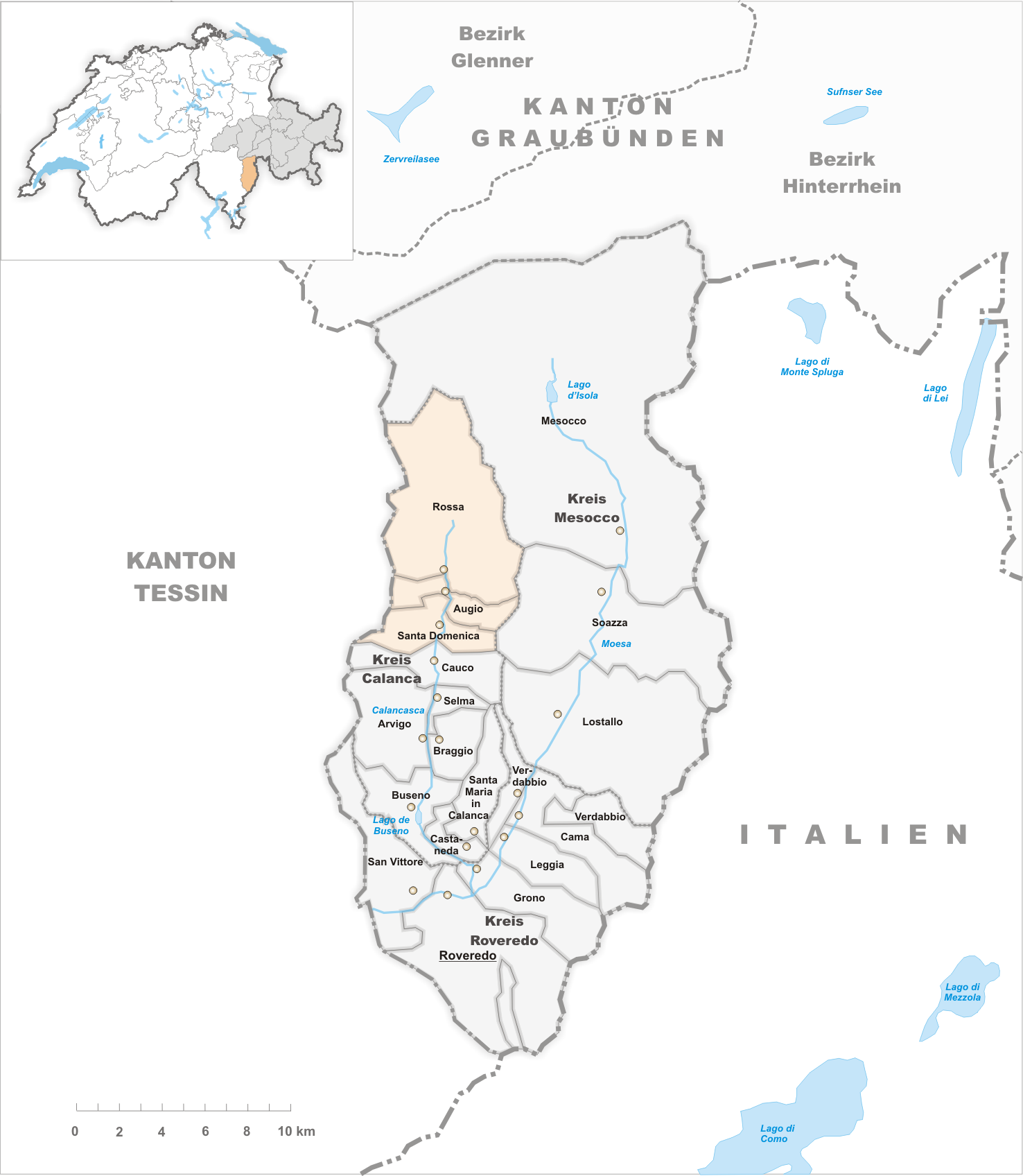
I comuni fino al 1981
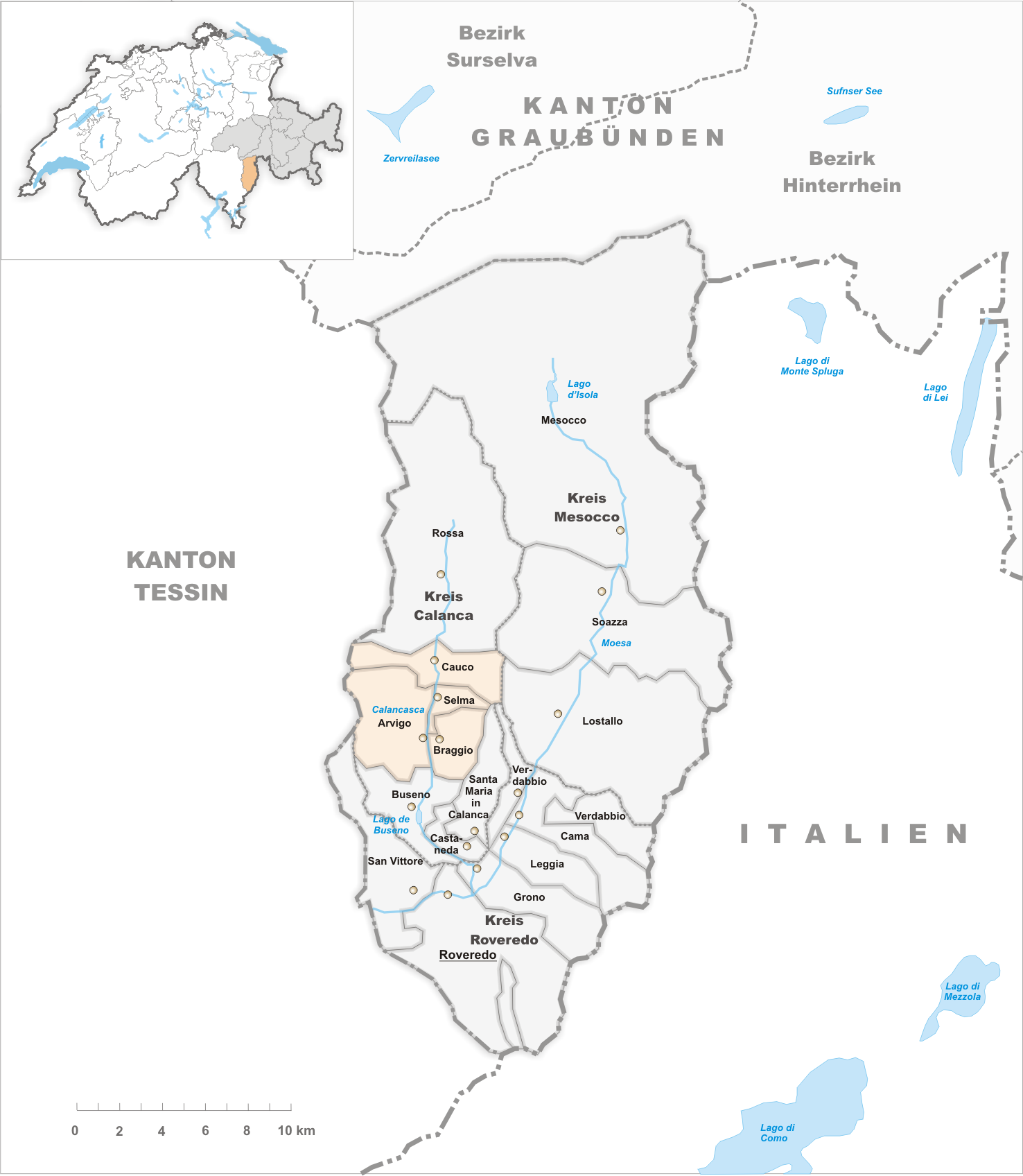
I comuni fino al 2014

- 1943: Il comune di Busen cambia nome in Buseno.
- 1980: Il comune di Landarenca viene incorporato nel comune di Arvigo.
- 1982: I comuni di Augio e Santa Domenica vengono incorporati nel comune di Rossa.
- 2015: Aggregazione dei comuni di Arvigo, Braggio, Cauco e Selma nel nuovo comune di Calanca.